# Centropogon gleasonii
Centropogon gleasonii är en klockväxtart som först beskrevs av Franz Elfried Wimmer, och fick sitt nu gällande namn av Franz Elfried Wimmer. Centropogon gleasonii ingår i släktet Centropogon och familjen klockväxter. Inga underarter finns listade i Catalogue of Life.